# Filtre de Tchebychev
Pour les articles homonymes, voir Filtre et Tchebychev.
Les filtres de Tchebychev sont un type de filtre caractérisé par l'acceptation d'une ondulation, ou bien en bande passante ou bien en bande atténuée. Dans le premier cas, on parle de filtres de Tchebychev de type 1 ou directs, dans le second, de filtres de Tchebychev de type 2 ou inverses. Les filtres qui présentent une ondulation à la fois en bande passante et en bande atténuée sont appelés filtres elliptiques.
Les filtres de Tchebychev se nomment ainsi en l'honneur du mathématicien russe Pafnouti Tchebychev car les caractéristiques mathématiques de ces filtres sont dérivées des polynômes de Tchebychev.

## Filtres de Tchebychev de type 1

Réponse fréquentielle d'un filtre passe-bas de Tchebychev de type 1 d'ordre 4 avec

Le filtre de Tchebychev de type 1 troque, contre une meilleure sélectivité, la monotonie en bande passante du filtre de Butterworth ; la courbe de réponse en bande passante présente un certain nombre d'ondulations. La valeur maximale de ces ondulations est un paramètre de conception du filtre. Plus elle est importante, à ordre constant, plus le filtre est sélectif (sa pente est plus raide hors bande passante).
Le gain (ou amplitude) du filtre {\displaystyle G_{n}(\omega )}, comme fonction de la fréquence angulaire {\displaystyle \omega } du filtre passe-bas d'ordre n est égal à la valeur absolue de la fonction de transfert {\displaystyle H_{n}(s)} évaluée en {\displaystyle s=j\omega }:
{\displaystyle G_{n}(\omega )=\left|H_{n}(j\omega )\right|={\frac {1}{\sqrt {1+\varepsilon ^{2}T_{n}^{2}(\omega /\omega _{0})}}}}
avec {\displaystyle \varepsilon } est le facteur d'ondulation, {\displaystyle \omega _{0}} la fréquence de coupure et {\displaystyle T_{n}} est le ne polynôme de Tchebychev du premier type.
Le filtre de Tchebychev de type 1 est un filtre du type « tout pôle », ce qui signifie qu'il est réalisable par un procédé classique de synthèse en échelle. Seuls les filtres d'ordre impair possèdent une impédance d'entrée et de sortie égale, les filtres d'ordre pair ayant une impédance de sortie inférieure à l'impédance d'entrée.
Ce filtre est assez largement utilisé là où l'ondulation ne pose pas de problèmes. Matthaei a donné des formules récursives simples qui permettent de calculer facilement la valeur des composants constituant ce filtre.

## Filtre de Tchebychev de type 2

Réponse fréquentielle d'un filtre de Tchebychev inverse passe-bas avec

Le filtre de Tchebychev de type 2, également connu sous le nom de Tchebychev inverse, présente une atténuation monotone en bande passante, comme le filtre de Butterworth, mais son comportement en bande atténuée est différent : la courbe de réponse alterne entre une série de maxima, dont la valeur est spécifiée lors de la conception du filtre, et de points où l'atténuation est totale (pôles). Voir par exemple ci-contre la réponse d'un filtre de type 2 passe-bas conçu pour environ 70 dB d'atténuation hors-bande. Le gain s'écrit
{\displaystyle G_{n}(\omega )={\frac {1}{\sqrt {1+{\frac {1}{\varepsilon ^{2}T_{n}^{2}(\omega _{0}/\omega )}}}}}={\frac {\varepsilon T_{n}(\omega _{0}/\omega )}{\sqrt {1+\varepsilon ^{2}T_{n}^{2}(\omega _{0}/\omega )}}}.}
Pour les ordres impairs, l'atténuation devient infinie lorsque la fréquence s'écarte indéfiniment (au sens logarithmique) de la fréquence de coupure. En revanche, pour les ordres pairs, l'atténuation tend vers la valeur limite du gabarit. Cette particularité rend la synthèse des filtres de type 2 d'ordre pair impossible si l'on se limite à des capacités et des inductances : il faut au moins un transformateur et/ou un amplificateur.
En raison des pôles présents à des fréquences finies, le filtre de type 2 présente une topologie de base qui alterne des composants simples avec des circuits LC série ou parallèle. À l'inverse du type 1, il n'est donc pas synthétisable par une procédure en échelle.
Ce filtre est assez peu utilisé, en raison de sa (relative) méconnaissance, de la nécessité de régler les circuits LC précisément, et d'une certaine difficulté à calculer la valeur des composants. Il a cependant des caractéristiques meilleures que le type 1 en bande passante, notamment l'absence d'ondulation et un meilleur temps de propagation de groupe, ce qui signifie moins de distorsion des signaux complexes.